# Samolubny gen
Samolubny gen (ang. The Selfish Gene) – popularnonaukowa książka dotycząca zagadnienia ewolucji, której autorem jest brytyjski biolog Richard Dawkins, wydana w 1976.
Zasadnicza koncepcja oparta jest na teorii George'a C. Williamsa sformułowanej w wydanej w 1966 książce „Adaptation and Natural Selection”. Dawkins stworzył określenie „samolubny gen” dla wyrażenia hipotezy przyjmującej jednostkę doboru naturalnego jako gen (w przeciwieństwie do osobnika, gatunku czy populacji). Według tej koncepcji jest to właściwy sposób analizowania ewolucji, jako że proces doboru naturalnego obserwowany na poziomie organizmów lub populacji nigdy nie wykracza poza dobór na poziomie genów. Tendencja do maksymalizacji zdolności przetrwania i reprodukcji, co zapewnia większą liczbę istniejących kopii genów, prowadzi do stabilnej strategii ewolucyjnej.
W książce pojawia się też określenie memu, analogiczne do genu służące do opisania ewolucji kulturowej. Pojęcie to weszło do języka naukowego, przyczyniając się do powstania nowego nurtu w nauce – memetyki.
W roku 1982, by odeprzeć krytykę zbyt metaforycznego języka i samej koncepcji, autor wydał drugą książkę poruszającą to samo zagadnienie: Fenotyp rozszerzony.
Wydanie polskie w tłumaczeniu Marka Skonecznego zostało opublikowane przez wydawnictwo Prószyński i S-ka w 1996, 2000 i 2007 (na podstawie jubileuszowego wydania angielskiego z 2006 z nowym wstępem), w serii Na ścieżkach nauki (ISBN 978-83-7469-548-0).

## Koncepcja „samolubnego genu”
Określenie „samolubny” nie oznacza przypisania genom jakiejś woli czy motywacji, a tylko opisanie sposobu działania. Przetrwają tylko te geny, które działają w ten sposób, że zwiększają swoje szanse na przetrwanie i skuteczną replikację. Dobro organizmu ma tu mniejsze znaczenie, a wyższe poziomy analizy żadnego. W ten właśnie sposób Dawkins opisuje organizmy jako „pojazdy” lub maszyny przetrwania, dla których geny są „replikatorami tworzącymi te organizmy dla pozyskiwania zasobów i kopiowania się w jak największej ilości”. Z perspektywy organizmu geny są czymś w rodzaju planu konstrukcyjnego zwierającego pewne korzystne dla niego właściwości, ale z perspektywy genu organizm jest tylko metodą na wytworzenie większej liczby genów.
Geny, które pomagają organizmowi przetrwać i reprodukować się, zwiększają w ten sposób swoje szanse przetrwania, więc – w większości przypadków – osiągające taki sukces geny będą również pożyteczne dla organizmu. Geny ulegają powolnym zmianom w wyniku mutacji. W przypadku rozmnażania płciowego mieszają się również z innymi genami, tak że dany gen może występować u różnych osobników w towarzystwie różnych innych genów. Osobnik, który ma więcej „dobrych” (ułatwiających przetrwanie) genów, ma zwykle większe szanse na przetrwanie niż ten, który ma ich mniej. Przykładem mogą być geny, które chronią organizm przed chorobami, co pomaga samemu organizmowi przetrwać, a tym genom rozprzestrzenić się. Stąd lepszy gen statystycznie częściej będzie przekazywany następnym pokoleniom. W ten sposób osobniki stają się sprawdzianem przystosowania genów i umożliwiają im przetrwanie. Dawkins nazywa osobniki „maszynami przetrwania”, podkreślając, że w tym ujęciu jedyną ich rolą jest przedłużenie istnienia genów.
Model „samolubnego genu” pozwala zrozumieć wiele zjawisk przedtem trudnych do wyjaśnienia. W szczególności dotyczy to zachowań altruistycznych, takich jak dobór krewniaczy i eusocjalność, gdzie działania altruistyczne wbrew własnym egoistycznym interesom (zdrowie, bezpieczeństwo czy reprodukcja) pomagają spokrewnionym osobnikom. Wyjaśnieniem jest tu korzyść w postaci reprodukcji własnych genów. Interesujące, że wyglądające na altruistyczne zachowania osobników powodowane są jak najbardziej „egoistycznymi” działaniami genów. Na przykład owady społeczne (mrówki, pszczoły, termity) potrafią poświęcić życie jednostki dla dobra społeczności. Innym przykładem są zachowania niektórych zwierząt w stosunku do osobników spokrewnionych, np. opieka nad rodzeństwem.
Tego typu zachowania były (i czasem są nadal) często tłumaczone „dobrem gatunku”. Dawkins przekonuje, że nie ma mechanizmu, który dbałby o dobro całego gatunku. W modelu doboru grupowego nie dało się uzyskać stabilnej strategii ewolucyjnej, ponieważ wystarczył pojedynczy osobnik z genami powodującymi mniej altruistyczne zachowania by wyprzeć geny z puli populacyjnej. Istnieją natomiast mechanizmy, które bronią „interesów” poszczególnych genów.
Są przypadki, kiedy interesy pojazdu i replikatora są w jawnym konflikcie, tak jak np. geny powodujące ryzykowne dla osobników rodzaju męskiego zachowania seksualne (modliszki), czy też geny oszukujące mechanizm podziału mejotycznego (Intragenomic conflict). W ten sposób można też wyjaśnić istnienie tzw. „śmieciowego DNA” nieprzynoszące organizmowi żadnych korzyści i starzenie, dzięki któremu śmierć starych organizmów tworzy przestrzeń dla potomstwa, co jest korzyścią dla genów i stratą dla umierających organizmów.
Przykłady te mogłyby tworzyć wrażenie, że istnieje jakaś walka pomiędzy genami a ich nosicielami. Ale zawsze w przypadku konfliktu interesów z łatwością wygrywają geny. Wyjątkiem jest sytuacja, kiedy nosiciel genów jest istotą inteligentną na tyle, że kieruje się kryterium własnej korzyści. Przykładem jest osoba stosująca antykoncepcję.

## Reakcje
Książka, którą sprzedano w liczbie ponad miliona egzemplarzy i przetłumaczono na ponad 25 języków, szybko zdobyła dużą popularność, a Dawkins zyskał sławę jednego z najbardziej znanych współczesnych biologów. Zwolennicy teorii „samolubnego genu” uznali, że w użyteczny sposób kompletuje i rozszerza wyjaśnienie ewolucji przedstawione przez Charlesa Darwina w epoce przed powstaniem genetyki. Krytycy twierdzą, że upraszcza związki pomiędzy genami a organizmem.
Wielu współczesnych biologów przyznaje, że ta idea dobrze opisuje znane procesy ewolucyjne. Ale często uznaje się, że analiza oparta na wyższych poziomach, takich jak osobnik czy populacja, nie wyklucza doboru genowego. Proste wersje teorii doboru grupowego zostały wprawdzie zarzucone, ale powstały bardziej zaawansowane, dające lepsze rezultaty i wciąż są tematem rozważań.
Niektórzy biolodzy krytykowali ideę, że gen jest jednostką doboru, proponując raczej, żeby mówić o nim jako o jednostce ewolucji, ponieważ dobór odbywa się „tu i teraz” w procesie reprodukcji i przetrwania, podczas kiedy ewolucja jest długoterminowym trendem zmiany częstości alleli.
Filozof Mary Midgley w książce „Evolution as a Religion” zarzuciła książce rozważanie filozoficznych i moralnych problemów wykraczających poza ramy biologii, np. pod koniec książki głównym wątkiem staje się uzyskanie przez ludzkość kontroli nad „egoistycznymi replikatorami”. Dawkins odpowiedział, że tylko opisuje zjawiska, nie przypisując im wartości moralnych.
Kierownik projektu poznania ludzkiego genomu Francis Collins stwierdził w 2009 roku : Definicja genu znacznie się rozmyła. Powiedzmy, że gen koduje białko, ono zaś nie znajduje się w próżni. Wchodzi w reakcję z innymi. Ewolucja dotyczy więc całego organizmu lub grupy organizmów. Nie sądzę, by można było spłycać dobór naturalny do pojedynczego genu.
Ewolucjonista i paleontolog Stephen Jay Gould zwrócił uwagę, że geny nie oddziałują samotnie, a grupami, zwykle każdy gen bierze udział w powstaniu wielu cech fenotypowych, a z drugiej strony, większość istotnych cech fenotypowych jest rezultatem oddziaływania wielu genów. Dla przeżycia istotne jest, czy np. zwierzę jest szybkie w ucieczce, ale w wytworzeniu takiej cechy jak szybkość może współdziałać bardzo wiele różnych genów. Wynika z tego, że dobór naturalny w ogóle „nie widzi” pojedynczych genów, stąd też zasadne jest posługiwanie się osobnikiem jako jednostką doboru.
Ernst Mayr, podsumowując dyskusję o jednostkach selekcji, stwierdza nawiązując do tezy Dawkinsa, iż obecnie większość ewolucjonistów przyjmuje wielość poziomów selekcji, z których największe znaczenie jest, zgodnie z tradycją, przypisywane poziomowi organizmu (konkretnego fenotypu). Działanie genu jako jednostki doboru osłabia zjawisko plejotropii (jeden i ten sam gen może mieć zarówno działanie adaptacyjne jak i szkodliwe) i poligenizm cech (za jedną cechę odpowiada wiele różnych genów). To fenotyp, a nie genotyp jest widziany przez dobór. Podobne stanowisko wyraża Douglas J. Futuyma, działaniu samolubnych genów (czy raczej samolubnego DNA) przypisując jedynie zjawisko „śmieciowego DNA”.

## Wydania
Pierwsze wydanie zostało opublikowane w 1976, miało jedenaście rozdziałów i przedmowę autora oraz słowo wstępne Roberta Triversa.
Drugie wydanie z 1989 zostało rozszerzone o dwa rozdziały oraz znacznie zwiększoną liczbę przypisów do poprzednich rozdziałów, co odzwierciedlało rozwój koncepcji i nowe dane. Dodano drugą przedmowę autora, a słowo wstępne usunięto.

### 30-lecie (2006)
W 2006, w 30. rocznicę pierwszego wydania, opublikowano trzecie, jubileuszowe wydanie. Przywrócono słowo wstępne Triversa oraz dodano trzecią już przedmowę autora i na końcu dołączono fragmenty recenzji.
Z okazji 30-lecia opublikowano książkę „Richard Dawkins. Ewolucja myślenia” (ang. „Richard Dawkins: How a Scientist Changed the Way We Think” 2006) dla uhonorowania dorobku Dawkinsa.
W marcu 2006 odbyło się sympozjum zatytułowane „The Selfish Gene: Thirty Years On” w London School of Economics, zorganizowane przez Helenę Cronin, przewodniczył mu Melvyn Bragg. Plan:
The Selfish Gene: Thirty Years On (1:22:55)
- 00:00 – Melvyn Bragg – Introduction
- 02:20 – Daniel Dennett – The view from Dawkins' mountain
- 18:35 – John Krebs – From intellectual plumbing to arms races
- 31:55 – Matt Ridley – Selfish DNA and the junk in the genome
- 46:15 – Ian McEwan – Science writing: Towards a literary tradition?
- 1:00:00 – Richard Dawkins – Afterword